# Mie (cráter)
Mie es un cráter de impacto del planeta Marte situado al norte del cráter Umatac, al noreste de Kumara y al sureste de Bulhar, a 48.1° norte y 139.6º este. El impacto causó un boquete de 104 kilómetros de diámetro. El nombre fue aprobado en 1973 por la Unión Astronómica Internacional, en honor al físico alemán Gustav Mie (1868-1957).